# World Grand Prix 1994
Il II World Grand Prix di pallavolo femminile si è svolto dal 19 agosto all'11 settembre 1994. Dopo la fase a gironi che si è giocata dal 19 agosto al 4 settembre, la fase finale, a cui si sono qualificate le prime tre squadre nazionali classificate nella fase a gironi, più la Cina, paese ospitante, si è svolta dal 9 all'11 settembre a Shanghai, in Cina. La vittoria finale è andata per la prima volta al Brasile.

## Squadre partecipanti

### Asia
- Cina
- Corea del Sud
- Giappone
- Taipei cinese

### Europa
- Germania
- Italia
- Paesi Bassi
- Russia

### America
- Brasile
- Cuba
- Perù
- Stati Uniti

## Fase a gironi

### Primo week-end
| Girone A                                             | Girone B                                        | Girone C                                     |
| ---------------------------------------------------- | ----------------------------------------------- | -------------------------------------------- |
| Sede: Seul Corea del Sud Germania Italia Stati Uniti | Sede: Taipei Cuba Giappone Russia Taipei cinese | Sede: Giacarta Cina Brasile Paesi Bassi Perù |

### Secondo week-end
| Girone D                                     | Girone E                                       | Girone F                                      |
| -------------------------------------------- | ---------------------------------------------- | --------------------------------------------- |
| Sede: Bangkok Corea del Sud Cuba Italia Perù | Sede: Tokyo Germania Giappone Perù Stati Uniti | Sede: Macao Brasile Cina Russia Taipei cinese |

### Terzo week-end
| Girone G                                     | Girone H                                      | Girone I                                                |
| -------------------------------------------- | --------------------------------------------- | ------------------------------------------------------- |
| Sede: Fukuoka Brasile Giappone Italia Russia | Sede: Canton Cina Cuba Germania Taipei cinese | Sede: Manila Corea del Sud Paesi Bassi Perù Stati Uniti |

## Classifica finale
| Classifica | Squadre       |
| ---------- | ------------- |
|            | Brasile       |
|            | Cuba          |
|            | Cina          |
| 4          | Giappone      |
| 5          | Corea del Sud |
| 6          | Stati Uniti   |
| 7          | Russia        |
| 8          | Italia        |
| 9          | Paesi Bassi   |
| 10         | Germania      |
| 11         | Perù          |
| 12         | Taipei cinese |